# 泰勒·里德
泰勒·里德（英語：Tayler Reid，1996年10月2日—），新西兰男子铁人三项运动员。他曾代表新西兰参加2018年和2022年英联邦运动会铁人三项比赛，其中2018年英联邦运动会获得一枚铜牌。